# Jimmy Robertson (snooker)
Pour les articles homonymes, voir Robertson.
Jimmy Robertson, à ne pas confondre avec Neil Robertson, est un joueur professionnel de snooker né le 3 mai 1986 à Bexhill-on-Sea, en Angleterre
Après des débuts professionnels difficiles, sa carrière prend une autre tournure lorsqu'il remporte le Masters d'Europe 2018, face à Joe Perry. Plus tard dans la saison 2018-2019, Robertson se classe à la 21e place mondiale, son meilleur classement à ce jour. L'Anglais compte aussi quatre participations à l'évènement majeur du calendrier snooker, le championnat du monde. Il y a participé en 2011, 2015, 2017 et 2018.
Ses pairs lui ont attribué les surnoms de Robbo et de J-Rob.

## Carrière

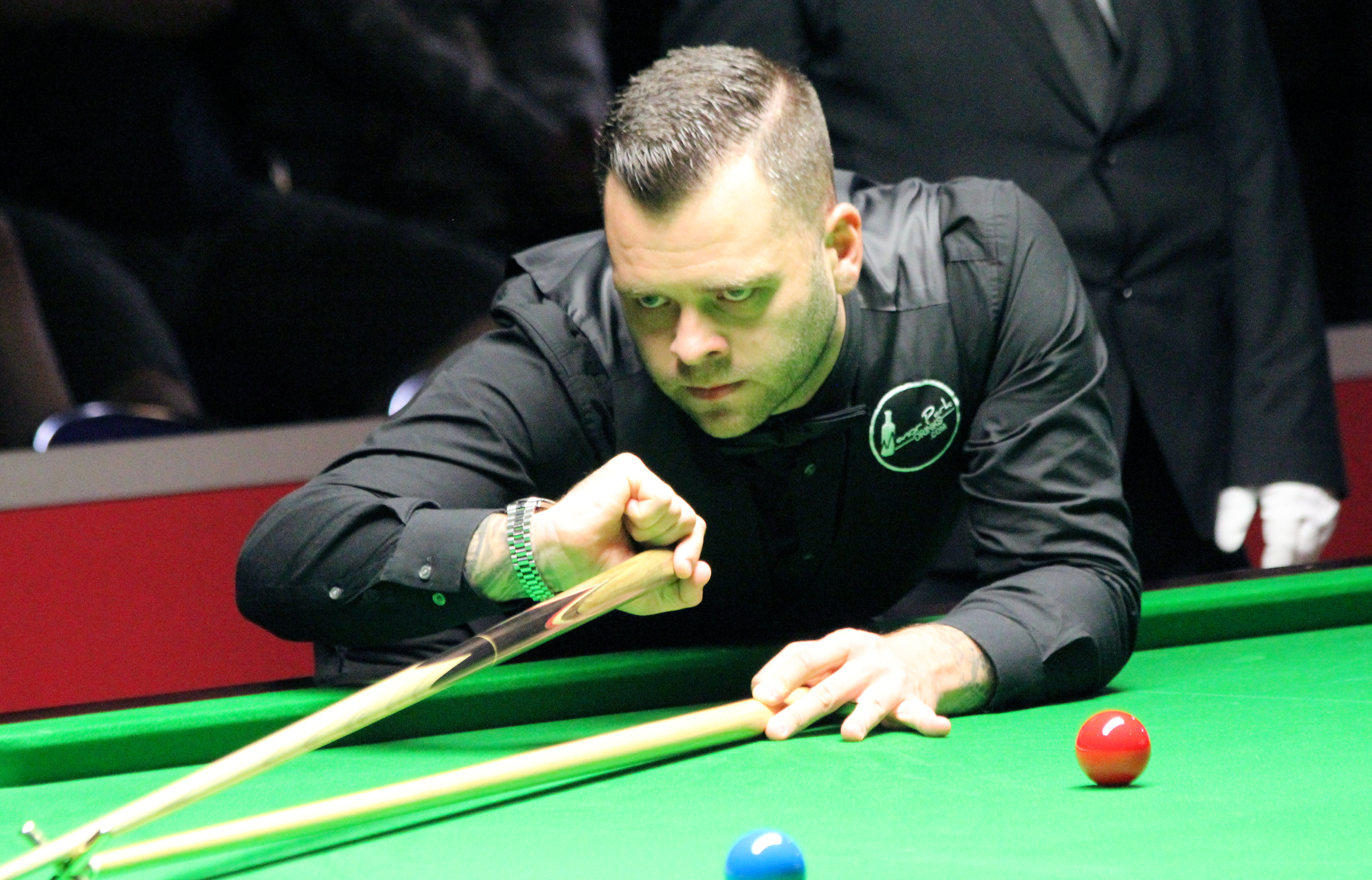
Robertson en 2018

En 2002, il se qualifie sur le circuit professionnel à seulement 16 ans, mais ne dispute qu'une seule saison avant d'en être relégué. Jimmy Robertson se qualifie de nouveau sur le circuit professionnel en 2009, à l'issue d'une victoire au championnat d'Angleterre dans la catégorie amateur. Robertson se qualifie pour le championnat du monde de snooker 2011 en battant successivement Xiao Guodong, Tony Drago et Ken Doherty lors des phases de qualification. Dans le grand tableau, il retrouve Mark Selby au premier tour, contre qui il s'incline 10-1, en dépit d'avoir inscrit la première manche de la rencontre.

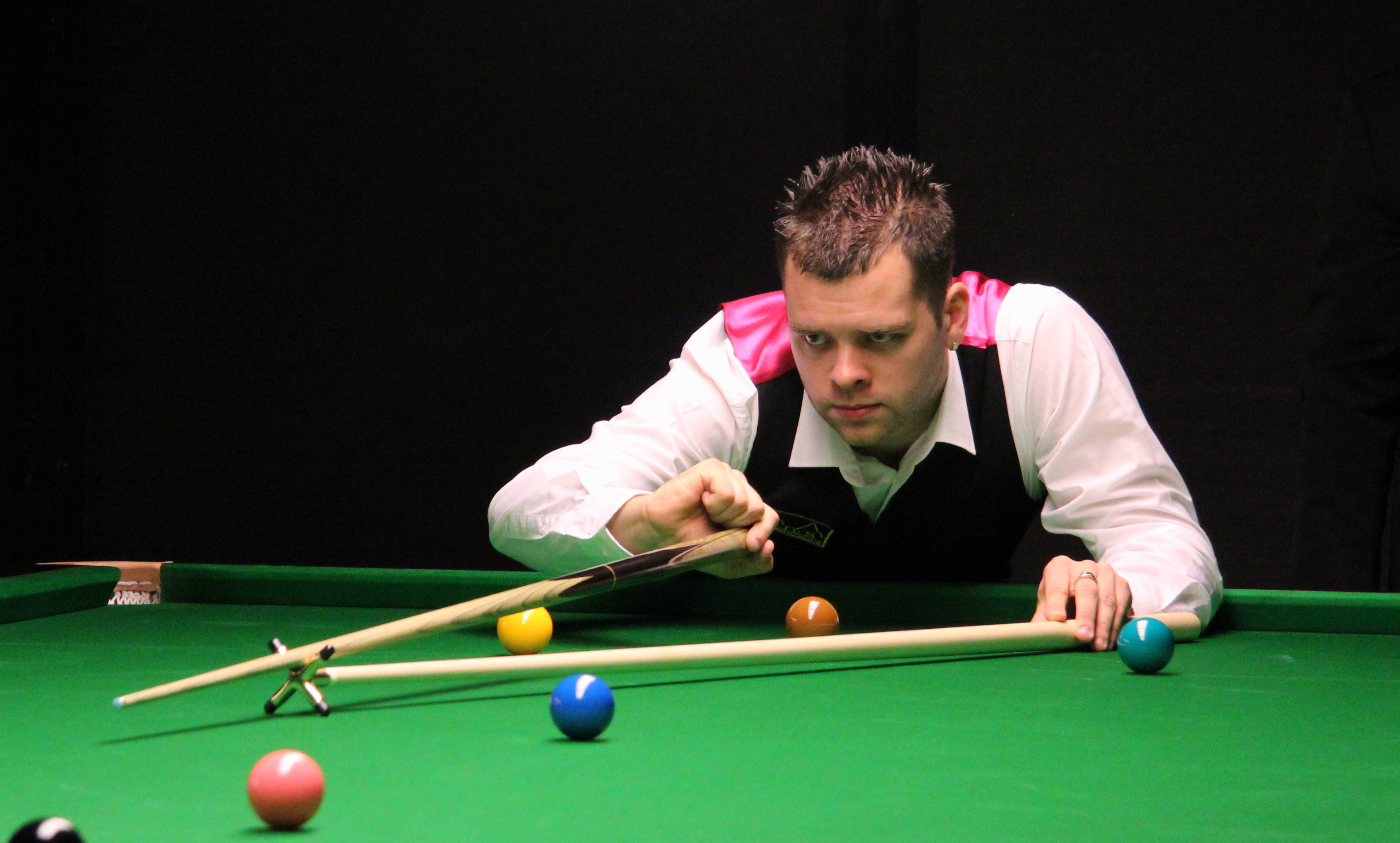
Jimmy Robertson en 2011

Sa saison 2011-2012 est principalement marquée par une demi-finale au trophée Kay Suzanne, épreuve mineure du championnat du circuit des joueurs. Au cours du tournoi, Jimmy Robertson élimine notamment l'ancien finaliste du championnat du monde, Jimmy White au deuxième tour. 

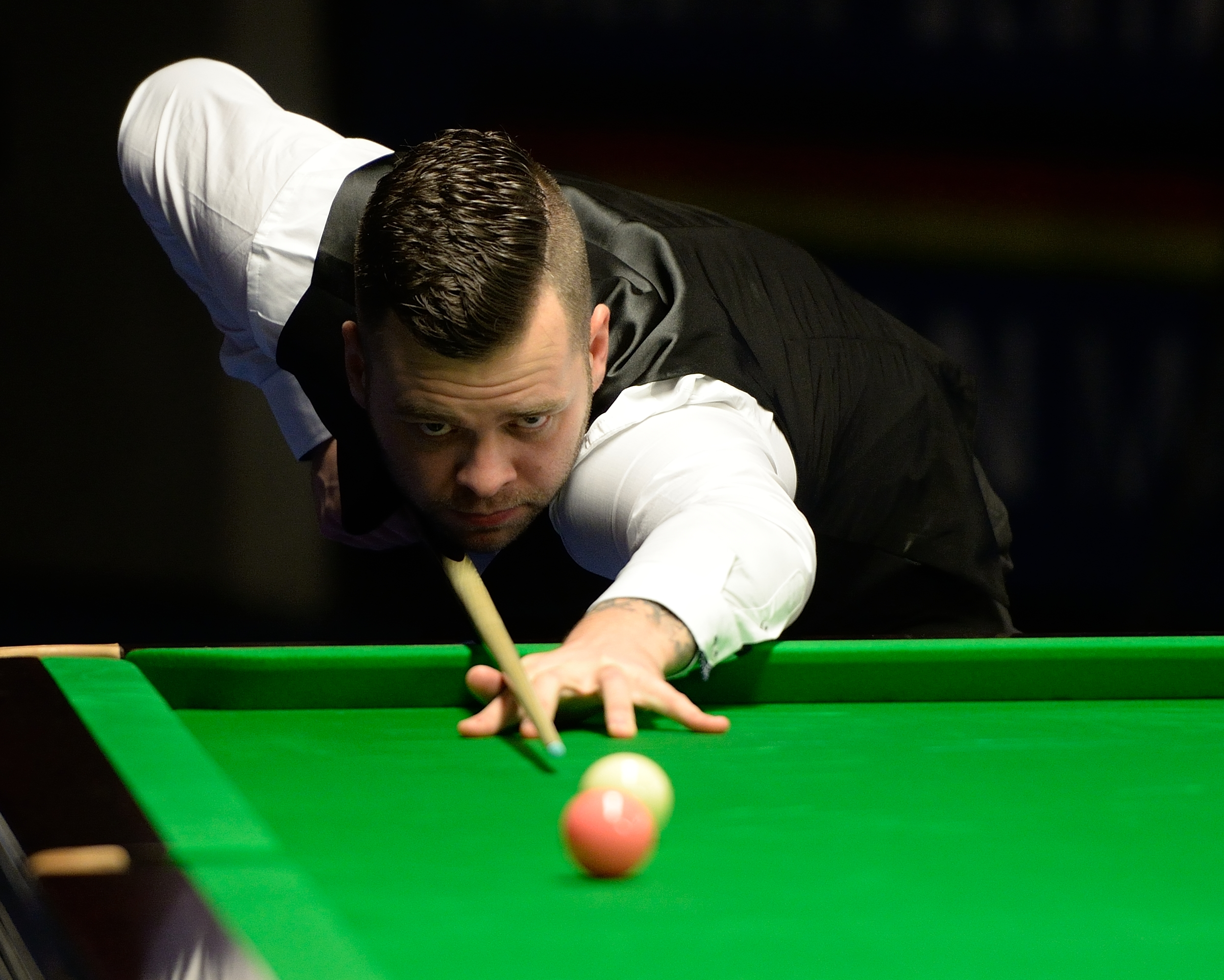
Jimmy Robertson (2015)

Au cours de la saison 2013-2014, au championnat du circuit des joueurs, il atteint le stade des quarts de finale à deux reprises : à l'Open de Bulgarie et à l'Open Bluebell Wood, en éliminant le no 6 mondial Stuart Bingham, à la manche décisive.
Jimmy Robertson connait une saison 2014-2015 particulièrement réussie sur le championnat du circuit des joueurs. Il commence par atteindre la demi-finale à l'Open d'Haining, où il est battu par la révélation du tournoi, Oliver Line à la manche décisive. Robertson atteint ensuite une nouvelle demi-finale dans un tournoi mineur lors de l'Open de Gdynia. Son parcours y est notamment marqué par des victoires face à Peter Ebdon, Martin Gould et Luca Brecel. En revanche, il passe complètement à côté de sa demi-finale face au Gallois Mark Williams, dominé par 4-0. Ces performances lui valent d'être classé en 15e position au classement du championnat du circuit des joueurs 2014-2015, et donc de participer à l'épreuve finale. Jimmy Robertson conclut de la meilleure des manières sa saison, en se qualifiant pour la deuxième fois au championnat du monde, écartant le Chinois Xiao Guodong à la manche décisive lors du dernier tour de qualifications. Dans le grand tableau, il est opposé au 11e joueur mondial, Marco Fu. Robertson propose une prestation solide lors de la première partie du match, terminant la première session à 5 manches de part et d'autre. Il se fait néanmoins distancer lors de la deuxième session, et s'incline sur le score final de 10-6.
Au championnat international de 2015, Robertson s'impose contre Barry Hawkins au deuxième tour, et se qualifie ainsi pour son premier huitième de finale dans un tournoi classé. Il est battu par Marco Fu lors de ce match.
Jimmy Robertson se qualifie pour le championnat du monde 2017, avec des victoires en qualifications contre Cao Yupeng (10-8), Oliver Lines (10-4) et Rod Lawler (10-6). Dans le tableau final, il tient la dragée haute à Mark Allen au premier tour, s'inclinant seulement 10-8. Au cours de la saison 2016-2017, il est également huitième de finaliste au Masters de Riga. Il atteint son premier quart de finale en tournoi classé lors des Masters d'Allemagne 2018, en battant Anthony Hamilton, le tenant du titre, et Gary Wilson. Il se qualifie également au championnat du monde pour la quatrième fois de sa carrière, mais s'incline d'entrée face à Mark Williams. Au cours de la saison 2018-2019, Robertson crée la surprise en remportant son tout premier titre classé en octobre, à l'occasion du Masters d'Europe 2018. Il doit ce résultat à un parcours solide et à des victoires aux dépens de Zhang Yong (4-3), Zhou Yuelong (4-3), Anthony McGill (4-3), Mark Allen (4-2), Mark King (6-4) et Joe Perry (9-6). En février 2019, Jimmy Robertson culmine au 21e rang mondial, son meilleur classement en carrière.
Lors de la saison suivante, il atteint les quarts de finale à l'Open de Gibraltar, en battant Ricky Walden au premier tour, et Joe Perry au troisième. Aux qualifications du championnat du monde 2021, il bat de justesse Zhao Jianbo (6-5), ce qui lui permet de conserver sa place chez les professionnels pour la saison suivante.
Après être passé proche de la correctionnelle lors de la saison précédente, Jimmy Robertson semble retrouver le tour dans une forme olympique. Dès son premier tournoi, il atteint la demi-finale (Open de Grande-Bretagne), sa deuxième en carrière. En décembre 2021, il participe au Grand Prix mondial pour la première fois en trois ans. Il y bat Luca Brecel, alors vainqueur de l'Open d'Écosse quelques jours auparavant et file en quart de finale où son parcours s'arrête face au futur champion, Ronnie O'Sullivan. Ses bons résultats lui ouvrent la porte vers le championnat des joueurs. Il y bat une fois de plus Brecel (6-1), ainsi que John Higgins. Une nouvelle fois auteur d'un beau parcours, il est stoppé en demi-finale par son homonyme, Neil Robertson (6-1).

## Palmarès
| Légende | Catégorie                      | Titres                         | Finales                        |
|         | Tournois classés               | 1                              | 0                              |
|         | Tournois amateurs              | 1                              | 0                              |
| Gras    | Tournois de la triple couronne | Tournois de la triple couronne | Tournois de la triple couronne |

### Titres
| Saison    | Nom du tournoi                   | Lieu   | Finaliste    | Score | Tableau |
| 2009      | Championnat d'Angleterre amateur |        | David Craggs | 9-8   |         |
| 2018-2019 | Masters d'Europe                 | Lommel | Joe Perry    | 9-6   | Tableau |